# ولجه (استان خنشله)
ولجه (به عربی: الولجة) یک شهرداری در الجزایر است که در استان خنشله واقع شده‌است. ولجه ۳۶۶ کیلومتر مربع مساحت و ۳٬۳۵۷ نفر جمعیت دارد.